# Friedrich Westermann

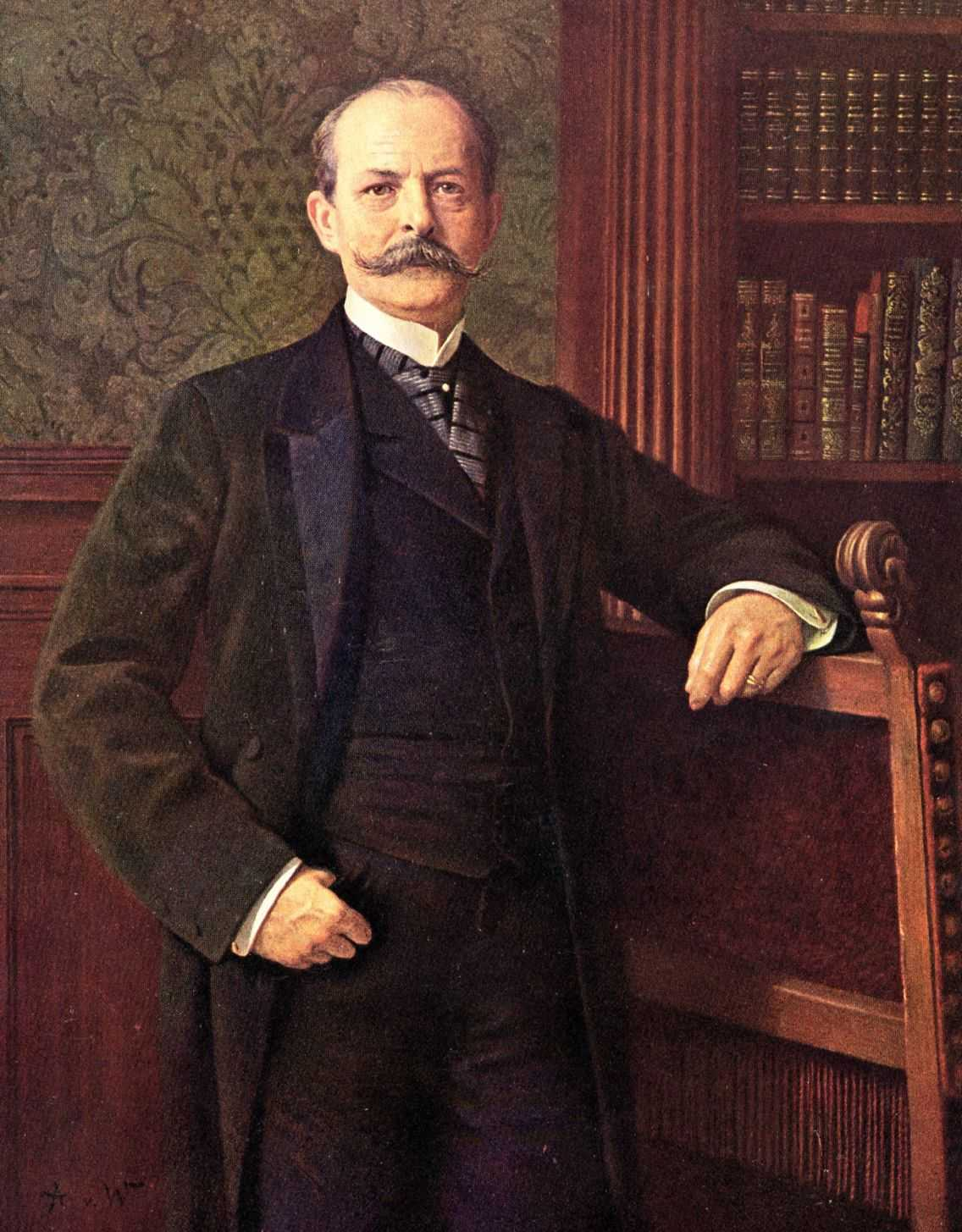
Friedrich Westermann

Friedrich Westermann (* 11. Februar 1840 in Braunschweig; † 4. Februar 1907 ebenda) war ein deutscher Verleger. Nach dem Tod seines Vaters George Westermann führte er den Braunschweiger Westermann-Verlag weiter, aus dem die Westermann Gruppe hervorging.

## Biografie

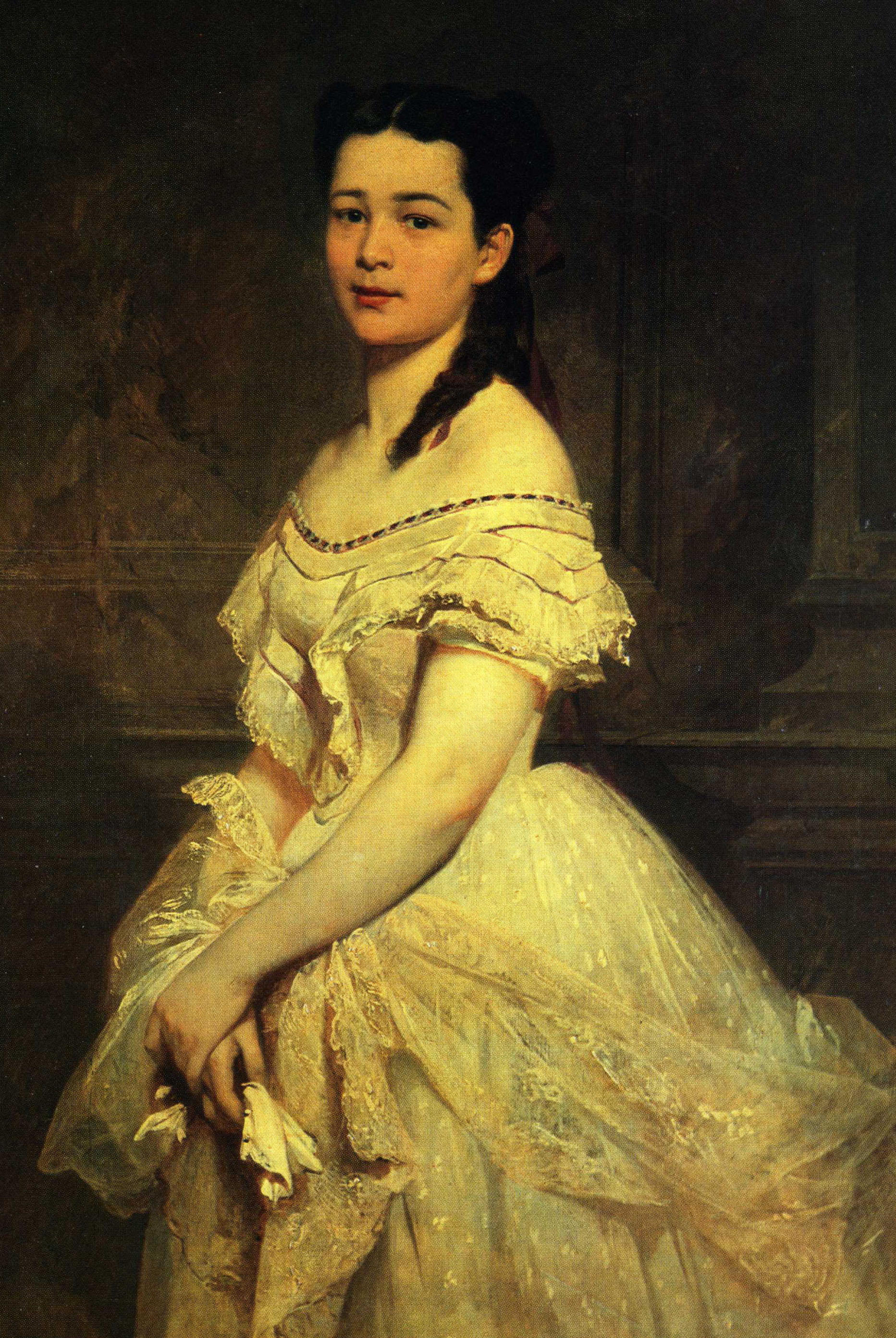
Louise Westermann, geb. Oldenbourg

Westermann war der älteste Sohn des Verlegers George Westermann (1810–1879) und dessen Frau Blanca Westermann (geb. Vieweg, 1814–1879), der Tochter des ebenfalls in Braunschweig ansässigen Verlegers Friedrich Vieweg. Er hatte drei jüngere Geschwister: Stephanie (1842–1913), Charlotte (1844–1919) und Carl (1848–1909). Friedrich Westermann absolvierte eine wissenschaftliche und kaufmännische Ausbildung im Buchwesen, um seinen Vater im Verlag unterstützen und dessen Unternehmen später übernehmen zu können. Am 29. Juli 1868 heiratete er Louise Oldenbourg (1846–1874), Tochter des Münchner Verlegers Rudolf Oldenbourg (Gründer des R. Oldenbourg Verlags). Das Ehepaar Westermann hatte zwei Kinder: Georg (1869–1945), der seinem Vater als Verlagsleiter folgte, und Elisabeth (1871–1960). Drei Jahre nach Louise Westermanns Tod am 21. Juni 1874 heiratete Friedrich Westermann die Gräfin Mathilde von Görtz-Wrisberg (1850–1933), Tochter des Grafen Hermann von Görtz-Wrisberg. Friedrich Westermanns zweite Ehe blieb kinderlos.
1879 übernahm Friedrich Westermann den Westermann-Verlag und gründete gemeinsam mit den weiteren Erben und dem Prokuristen Robert Brandt eine Offene Handelsgesellschaft (OHG). 1889 wurde er alleiniger Inhaber des Verlags. Unter der Leitung Friedrich Westermanns und später unter der Führung seines Sohnes Georg Westermann und dessen Nachfolgern avancierte der Verlag auf der Grundlage des Diercke-Weltatlasses und weiterer erfolgreicher Lehrwerke zu einem der erfolgreichsten deutschen Schulbuchverlage.